# It Takes Two
It Takes Two är ett kooperativt actionäventyrsspel utvecklat av Hazelight Studios och publicerat av Electronic Arts. Spelet släpptes i mars 2021 till Xbox One, Xbox Series X, Playstation 4, Playstation 5 och Windows. Ett år senare släpptes det även till Nintendo Switch. Liksom studions debutspel A Way Out finns inte möjligheten till singelplayer. Spelet har regisserats av Josef Fares.  År 2024 hade spelet sålt över 16 miljoner exemplar.

## Utmärkelser och nomineringar
| År   | Pris                              | Kategori                                              | Resultat  | Ref           |
| ---- | --------------------------------- | ----------------------------------------------------- | --------- | ------------- |
| 2021 | Golden Joystick Awards            | Best Multiplayer Game                                 | Vann      | [ 9 ] [ 10 ]  |
| 2021 | Golden Joystick Awards            | Ultimate Game of the Year                             | Nominerad | [ 9 ] [ 10 ]  |
| 2021 | The Game Awards                   | Best Multiplayer Game                                 | Vann      | [ 11 ]        |
| 2021 | The Game Awards                   | Best Family Game                                      | Vann      | [ 11 ]        |
| 2021 | The Game Awards                   | Best Narrative                                        | Nominerad | [ 11 ]        |
| 2021 | The Game Awards                   | Best Game Direction                                   | Nominerad | [ 11 ]        |
| 2021 | The Game Awards                   | Players' Voice                                        | Nominerad | [ 11 ]        |
| 2021 | The Game Awards                   | Game of the Year                                      | Vann      | [ 11 ]        |
| 2022 | Game Developers Choice Awards     | Innovation Award                                      | Nominerad | [ 12 ] [ 13 ] |
| 2022 | Game Developers Choice Awards     | Best Design                                           | Vann      | [ 12 ] [ 13 ] |
| 2022 | Game Developers Choice Awards     | Best Narrative                                        | Nominerad | [ 12 ] [ 13 ] |
| 2022 | Game Developers Choice Awards     | Social Impact Award                                   | Nominerad | [ 12 ] [ 13 ] |
| 2022 | Game Developers Choice Awards     | Game of the Year                                      | Nominerad | [ 12 ] [ 13 ] |
| 2022 | 25th Annual D.I.C.E. Awards       | Outstanding Achievement in Original Music Composition | Nominerad | [ 14 ]        |
| 2022 | 25th Annual D.I.C.E. Awards       | Outstanding Achievement in Audio Design               | Nominerad | [ 14 ]        |
| 2022 | 25th Annual D.I.C.E. Awards       | Adventure Game of the Year                            | Nominerad | [ 14 ]        |
| 2022 | 25th Annual D.I.C.E. Awards       | Outstanding Achievement in Game Design                | Vann      | [ 14 ]        |
| 2022 | 25th Annual D.I.C.E. Awards       | Outstanding Achievement in Game Direction             | Nominerad | [ 14 ]        |
| 2022 | 25th Annual D.I.C.E. Awards       | Game of the Year                                      | Vann      | [ 14 ]        |
| 2022 | 18th British Academy Games Awards | Best Game                                             | Nominerad | [ 15 ]        |
| 2022 | 18th British Academy Games Awards | Animation                                             | Nominerad | [ 15 ]        |
| 2022 | 18th British Academy Games Awards | Artistic Achievement                                  | Nominerad | [ 15 ]        |
| 2022 | 18th British Academy Games Awards | Game Beyond Entertainment                             | Nominerad | [ 15 ]        |
| 2022 | 18th British Academy Games Awards | Game Design                                           | Nominerad | [ 15 ]        |
| 2022 | 18th British Academy Games Awards | Multiplayer Game                                      | Vann      | [ 15 ]        |
| 2022 | 18th British Academy Games Awards | Narrative                                             | Nominerad | [ 15 ]        |
| 2022 | 18th British Academy Games Awards | Original Property                                     | Vann      | [ 15 ]        |
| 2022 | 18th British Academy Games Awards | EE Game of the Year                                   | Nominerad | [ 15 ]        |